# Stanwellia tuna
Stanwellia tuna là một loài nhện trong họ Nemesiidae.
Stanwellia tuna được miêu tả năm 1968 bởi Forster.